# Mîlove, Berîslav
Mîlove (în ucraineană Милове) este localitatea de reședință a comunei Mîlove din raionul Berîslav, regiunea Herson, Ucraina.

## Demografie
Componența lingvistică a localității Mîlove
     Ucraineană (95,61%)
     Rusă (3,92%)
     Alte limbi (0,09%)
Conform recensământului din 2001, majoritatea populației localității Mîlove era vorbitoare de ucraineană (95,61%), existând în minoritate și vorbitori de rusă (3,92%).